# Iris shot
Un iris shot es una técnica que se utilizaba frecuentemente en películas mudas en donde un círculo negro cierra para terminar una escena.
Algunas comedias no mudas, como Rojo Skelton, Benny Cerro, y Warner Bros., o el Correcaminos, emplean esta técnica como un homenaje a la era del cine mudo.